# هيكارو تاكاهاشي
هيكارو تاكاهاشي (باليابانية: 高橋ひかる؛ بالكانا: たかはし ひかる) هي عارضة وممثلة يابانية، ولدت في 22 سبتمبر 2001 في شيغا في اليابان.